# Moraea louisabolusiae
Moraea louisabolusiae är en irisväxtart som beskrevs av Peter Goldblatt. Moraea louisabolusiae ingår i släktet Moraea och familjen irisväxter. Inga underarter finns listade i Catalogue of Life.